# Relations entre le Bangladesh et le Brésil
Les relations entre le Bangladesh et le Brésil sont les relations bilatérales de la république populaire du Bangladesh et de la république fédérative du Brésil. Le Bangladesh a une ambassade à Brasillia et le Brésil a une ambassade à Dacca, les capitales respectives des deux pays. Les deux pays ont des liens commerciaux qui se développent rapidement.

## Visites d'État
Le ministre des affaires étrangères du Bangladesh, Mohamed Mijarul Quayes (en), a effectué une visite officielle à Brasilia en 2011.

## Coopération dans les forums internationaux

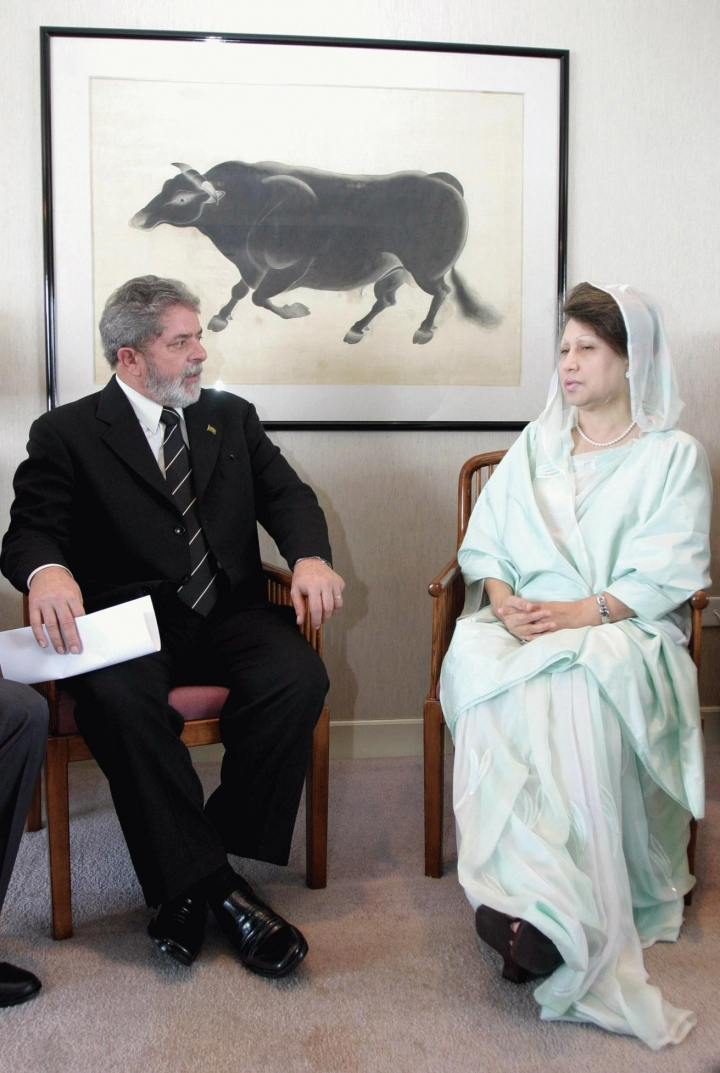
Le président brésilien Lula da Silva et la Première ministre du Bangladesh, la Bégum Khaleda Zia, se rencontrent en marge du sommet du Mouvement des non-alignés en 2004

En 2013, le Bangladesh a sollicité le soutien du Brésil pour sa candidature au Conseil des droits de l'homme en 2015 et au siège non permanent du Conseil de sécurité de l'ONU pour un mandat de 2016-17. En 2014, le Brésil a assuré au Bangladesh son soutien pour les postes de la Commission des droits de l'homme des Nations unies et de la CEDAW (Convention sur l'élimination de toutes les formes de discrimination à l'égard des femmes). Le Bangladesh a également soutenu la candidature du Brésil au poste de directeur général de l'Organisation mondiale du commerce.

## Coopération en culture, éducation et agriculture
En 2011, le Brésil a proposé de signer un accord de coopération dans divers secteurs potentiels, dont l'agriculture, la santé, l'éducation et les sports. En 2014, le Brésil a exprimé son intérêt pour l'extension de la coopération au Bangladesh pour le développement agricole.

## Relations économiques
Le commerce bilatéral entre les deux pays s'élevait à un milliard de dollars américains en 2015. Les principales exportations du Brésil vers le Bangladesh sont des produits agricoles comme le sucre. Le Bangladesh exporte du jute, des vêtements confectionnés et des produits pharmaceutiques. L'excédent commercial penche fortement en faveur du Brésil. Le secteur de la microfinance au Bangladesh, en particulier le travail du prix Nobel Muhammad Yunus et de la Grameen Bank, a été un important modèle d'inspiration pour les programmes de développement de l'État brésilien,,.